# فروستبروف
فروستبروف (بالإنجليزية: Frostproof)‏ هي مدينة أمريكية تقع في ولاية فلوريدا. تبلغ مساحة هذه المدينة 6.4 (كم²)،ويبلغ عدد سكانها 2975 نسمة حسب إحصاء سنة 2010 م 2975.تشير إحصاءات سنة 2000م بأن الكثافة السكانية في هذه المدينة تقدر بـ(464.8) نسمة/كم2 

## التركيبة السكانية
حدّد مكتب تعداد الولايات المتحدة بيانات التركيبة السكانية لفروستبروف في تعداد الولايات المتحدة. في ما يلي، التركيبة السكانية حسب تعدادي 2000 و2010.

### تعداد عام 2000
بلغ عدد سكان فروستبروف 2,975 نسمة بحسب تعداد عام 2000، وبلغ عدد الأسر 1,119 أسرة وعدد العائلات 792 عائلة مقيمة في المدينة. في حين سجلت الكثافة السكانية 59.6 نسمة لكل كيلومتر مربع (154.4/ميل2). وبلغ عدد الوحدات السكنية 1,504 وحدة بمتوسط كثافة قدره 30.1 لكل كيلومتر مربع (78.0/ميل2).
وتوزع التركيب العرقي للمدينة بنسبة 78.22% من البيض و3.90% من الأمريكيين الأفارقة و0.84% من الأمريكيين الأصليين و0.07% من الأمريكيين ذوي الأصول الآسيوية و0.07% من سكان جزر المحيط الهادئ و14.35% من الأعراق الأخرى و2.55% من عرقين مختلطين أو أكثر و21.65% من الهسبانيون أو اللاتينيون من أي عرق.
بلغ عدد الأسر 1,119 أسرة كانت نسبة 35.7% منها لديها أطفال تحت سن الثامنة عشر تعيش معهم، وبلغت نسبة الأزواج القاطنين مع بعضهم البعض 52% من أصل المجموع الكلي للأسر، ونسبة 13.8% من الأسر كان لديها معيلات من الإناث دون وجود شريك، بينما كانت نسبة 5% من الأسر لديها معيلون من الذكور دون وجود شريكة وكانت نسبة 29.2% من غير العائلات. تألفت نسبة 24.4% من أصل جميع الأسر من عدة أفراد يعيشون في نفس المنزل ونسبة 14.8% كانت تتألف من شخص يعيش بمفرده يبلغ من العمر 65 عاماً أو أكثر. وبلغ متوسط حجم الأسرة المعيشية 2.66، أما متوسط حجم العائلات فبلغ 3.11.
بلغ العمر الوسطي للسكان 35.4 عاماً. وكانت نسبة 26.7% من القاطنين تحت سن الثامنة عشر، وكانت نسبة 11.2% بين الثامنة عشر والرابعة والعشرين عاماً، ونسبة 23.6% كانت واقعةً في الفئة العمرية ما بين الخامسة والعشرين والرابعة والأربعين عاماً، ونسبة 20.5% كانت ما بين الخامسة والأربعين والرابعة والستين، ونسبة 18.1% كانت ضمن فئة الخامسة والستين عاماً فما فوق. يوجد لكل 100 أنثى 101.7 ذكر، ويوجد لكل 100 أنثى في الثامنة عشر من عمرها فما فوق 98.5 ذكر.
بلغ متوسط دخل الأسرة في المدينة 30,412 دولارًا، أما متوسط دخل العائلة فبلغ 33,707 دولارًا. وكان متوسط دخل الذكور 27,234 دولارًا مقابل 18,273 دولارًا للإناث. وسجل دخل الفرد الخاص بالمدينة 15,396 دولارًا. وكانت نسبة 14.7% من العائلات ونسبة 16.8% من السكان تحت خط الفقر، وكان من هؤلاء نسبة 21.1% تحت سن الثامنة عشر ونسبة 9% في الخامسة والستين من العمر وما فوق.

### تعداد عام 2010
بلغ عدد سكان فروستبروف 2,992 نسمة بحسب تعداد عام 2010، وبلغ عدد الأسر 1,198 أسرة وعدد العائلات 787 عائلة مقيمة في المدينة. في حين سجلت الكثافة السكانية 59.9 نسمة لكل كيلومتر مربع (155.1/ميل2). وبلغ عدد الوحدات السكنية 1,570 وحدة بمتوسط كثافة قدره 31.5 لكل كيلومتر مربع (81.6/ميل2).
وتوزع التركيب العرقي للمدينة بنسبة 84.69% من البيض و5.15% من الأمريكيين الأفارقة و0.64% من الأمريكيين الأصليين و0.23% من الأمريكيين ذوي الأصول الآسيوية و7.25% من الأعراق الأخرى و2.04% من عرقين مختلطين أو أكثر و20.19% من الهسبانيون أو اللاتينيون من أي عرق.
بلغ عدد الأسر 1,198 أسرة كانت نسبة 28.3% منها لديها أطفال تحت سن الثامنة عشر تعيش معهم، وبلغت نسبة الأزواج القاطنين مع بعضهم البعض 48.6% من أصل المجموع الكلي للأسر، ونسبة 11.7% من الأسر كان لديها معيلات من الإناث دون وجود شريك، بينما كانت نسبة 5.4% من الأسر لديها معيلون من الذكور دون وجود شريكة وكانت نسبة 34.3% من غير العائلات. تألفت نسبة 28.2% من أصل جميع الأسر من عدة أفراد يعيشون في نفس المنزل ونسبة 14.3% كانت تتألف من شخص يعيش بمفرده يبلغ من العمر 65 عاماً أو أكثر. وبلغ متوسط حجم الأسرة المعيشية 2.50، أما متوسط حجم العائلات فبلغ 3.01.
بلغ العمر الوسطي للسكان 42.8 عاماً. وكانت نسبة 22% من القاطنين تحت سن الثامنة عشر، وكانت نسبة 9.1% بين الثامنة عشر والرابعة والعشرين عاماً، ونسبة 21.9% كانت واقعةً في الفئة العمرية ما بين الخامسة والعشرين والرابعة والأربعين عاماً، ونسبة 25.8% كانت ما بين الخامسة والأربعين والرابعة والستين، ونسبة 21.3% كانت ضمن فئة الخامسة والستين عاماً فما فوق. وتوزع التركيب الجنسي للسكان بنسبة 51.6% ذكور و48.4% إناث.

## أعلام
- ترافيس هنري